# Banking-as-a-Service
Vous pouvez aider à l'améliorer ou bien discuter des problèmes sur sa page de discussion.
- Il ne cite pas suffisamment ses sources. Vous pouvez indiquer les passages à sourcer avec {{référence nécessaire}} ou {{Référence souhaitée}}, et inclure les références utiles en les liant aux notes de bas de page. (Marqué depuis avril 2017)

- Archive Wikiwix
- Bing
- Cairn
- DuckDuckGo
- E. Universalis
- Gallica
- Google
- G. Books
- G. News
- G. Scholar
- Persée
- Qwant
- (zh) Baidu
- (ru) Yandex
- (wd) trouver des œuvres sur Wikidata

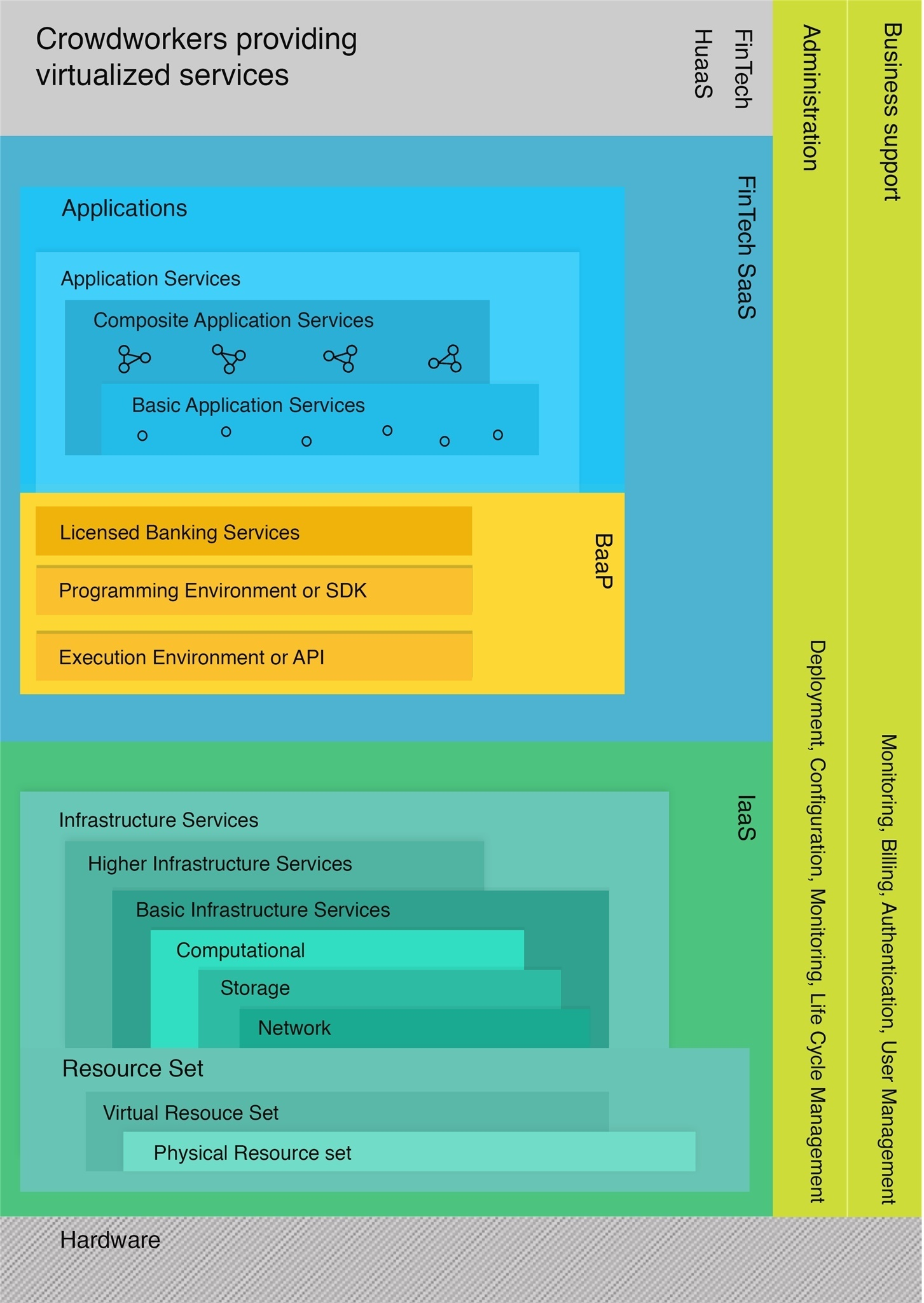
Infographie, "Banking as a Service" Stack based on the Cloud stack by Scholten, based on Lenk et al.

Le terme banking as a service (BaaS) est apparu entre 2014 et 2017, dans la même tendance que des concepts comme le software as a service (SaaS) ou le platform as a service'' (PaaS). Ces termes se réfèrent à des solutions qui permettent à l'utilisateur d'être uniquement facturé pour les services qu'il souhaite utiliser, ou tout simplement de choisir les services (même gratuits) qu'il veut utiliser.

## Les plateformes BaaS
De nombreuses entreprises fonctionnent sur ce modèle, proposant leurs services aux néobanques, institutions bancaires, cagnottes en lignes ou marketplaces. Le site spécialisé Business Insider classait en 2019 les entreprises suivantes comme les meilleures plateformes BaaS, dans la catégorie "fournisseurs de services BaaS purs":
- LinkCy
- Ditto (société liquidée)
- Solarisbank
- Bankable
- Treezor
- 11:FS
- Foundry
- Cambr
- ClearBank
- Xpollens
- Okali